# 漳州市
漳州市（しょうしゅうし）は中華人民共和国福建省南東部に位置する地級市。1986年に国家歴史文化名城に指定されている。

## 歴史
秦による中国統一が達成されると、紀元前222年に閩中郡が置かれ、前漢に梁山を境界として南越・閩越の両国に分割された。前漢が南越・閩越の両国を滅ぼすと、南海郡掲陽県・会稽郡侯官県の管轄に置かれた。
三国時代の呉により建安郡が置かれ、南海郡掲陽県・建安郡東安県に属した。
晋により晋安郡・義安郡が置かれ、義安郡綏安県・晋安郡晋安県に属した。
南朝梁により南安郡が置かれ、義安郡綏安県・南安郡竜渓県・蘭水県に属した。
589年（開皇9年）、隋が南朝陳を滅ぼすと、南安郡は廃止されて、泉州（後の閩州・建安郡）に編入された。
686年（垂拱2年）、唐により漳州が置かれた。

## 行政区画
4市轄区・7県を管轄する。
- 市轄区：
  - 竜文区・薌城区・竜海区・長泰区
- 県：
  - 漳浦県・雲霄県・詔安県・東山県・平和県・南靖県・華安県

| 漳州市の地図                                                                   |
| ------------------------------------------------------------------------------ |
| 薌城区 竜文区 竜海区 長泰区 雲霄県 漳浦県 詔安県 東 山 県 南靖県 平和県 華安県 |

### 年表
この節の出典

#### 漳州専区
- 1949年10月1日 - 中華人民共和国福建省漳州専区が成立。竜渓県・海澄県・雲霄県・漳浦県・詔安県・長泰県・東山県・南靖県・平和県・華安県が発足。(10県)
- 1950年9月2日 - 漳州専区が竜渓専区に改称。

#### 竜渓地区
- 1950年11月1日 - 竜渓県の一部が分立し、漳州市が発足。(1市10県)
- 1954年7月 - 華安県の一部が竜岩専区漳平県に編入。(1市10県)
- 1955年12月3日 - 東山県の一部が漳浦県に編入。(1市10県)
- 1956年8月 (1市10県)
  - 南靖県の一部が竜岩専区竜岩県に編入。
  - 華安県の一部が竜岩専区漳平県に編入。
- 1957年2月19日 - 南靖県の一部が竜渓県に編入。(1市10県)
- 1957年3月 - 晋江専区同安県の一部が竜渓県に編入。(1市10県)
- 1958年8月 - 海澄県の一部が廈門市開元区に編入。(1市10県)
- 1960年8月15日 - 竜渓県・海澄県が合併し、竜海県が発足。(1市9県)
- 1961年6月 - 竜海県の一部が漳州市に編入。(1市9県)
- 1971年6月17日 - 竜渓専区が竜渓地区に改称。(1市9県)
- 1985年5月14日
  - 漳州市が地級市の漳州市に昇格。
  - 竜海県・雲霄県・漳浦県・詔安県・長泰県・東山県・南靖県・平和県・華安県が漳州市に編入。

#### 漳州市
- 1985年5月14日 - 竜渓地区漳州市が地級市の漳州市に昇格。薌城区を設置。(1区9県)
  - 竜渓地区竜海県・雲霄県・漳浦県・詔安県・長泰県・東山県・南靖県・平和県・華安県を編入。
- 1993年5月12日 - 竜海県が市制施行し、竜海市となる。(1区1市8県)
- 1996年5月31日 - 薌城区・竜海市の各一部が合併し、竜文区が発足。(2区1市8県)
- 2021年2月2日 (4区7県)
  - 竜海市が区制施行し、竜海区となる。
  - 長泰県が区制施行し、長泰区となる。

## 交通

### 鉄道

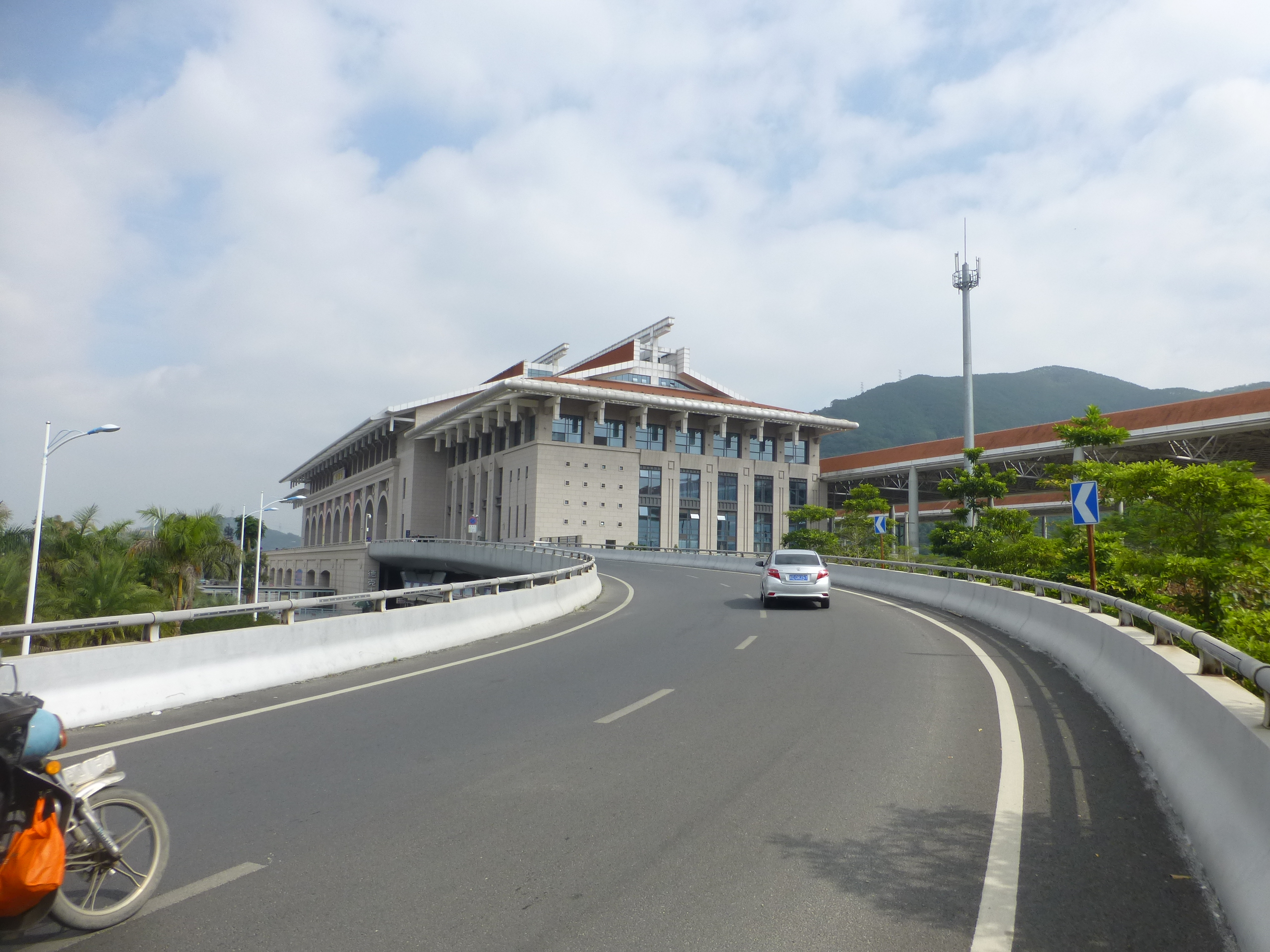
漳州駅

- 中国国家鉄路集団
  - 廈深線
  - 竜廈線（中国語版）
    - 漳州駅 -  圓山新区にある駅

### バス
- 漳州中心バスターミナル

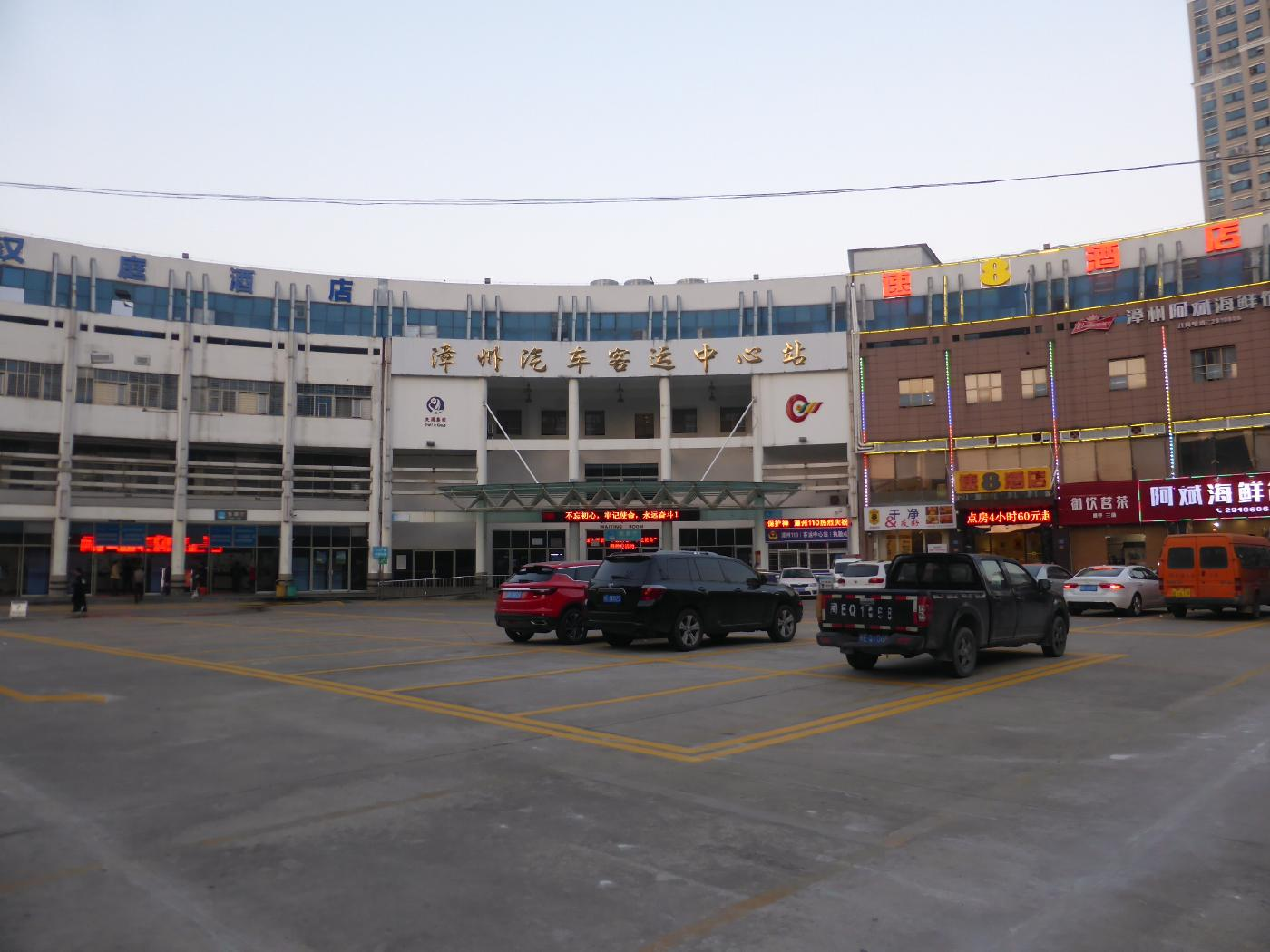
漳州バスセンター
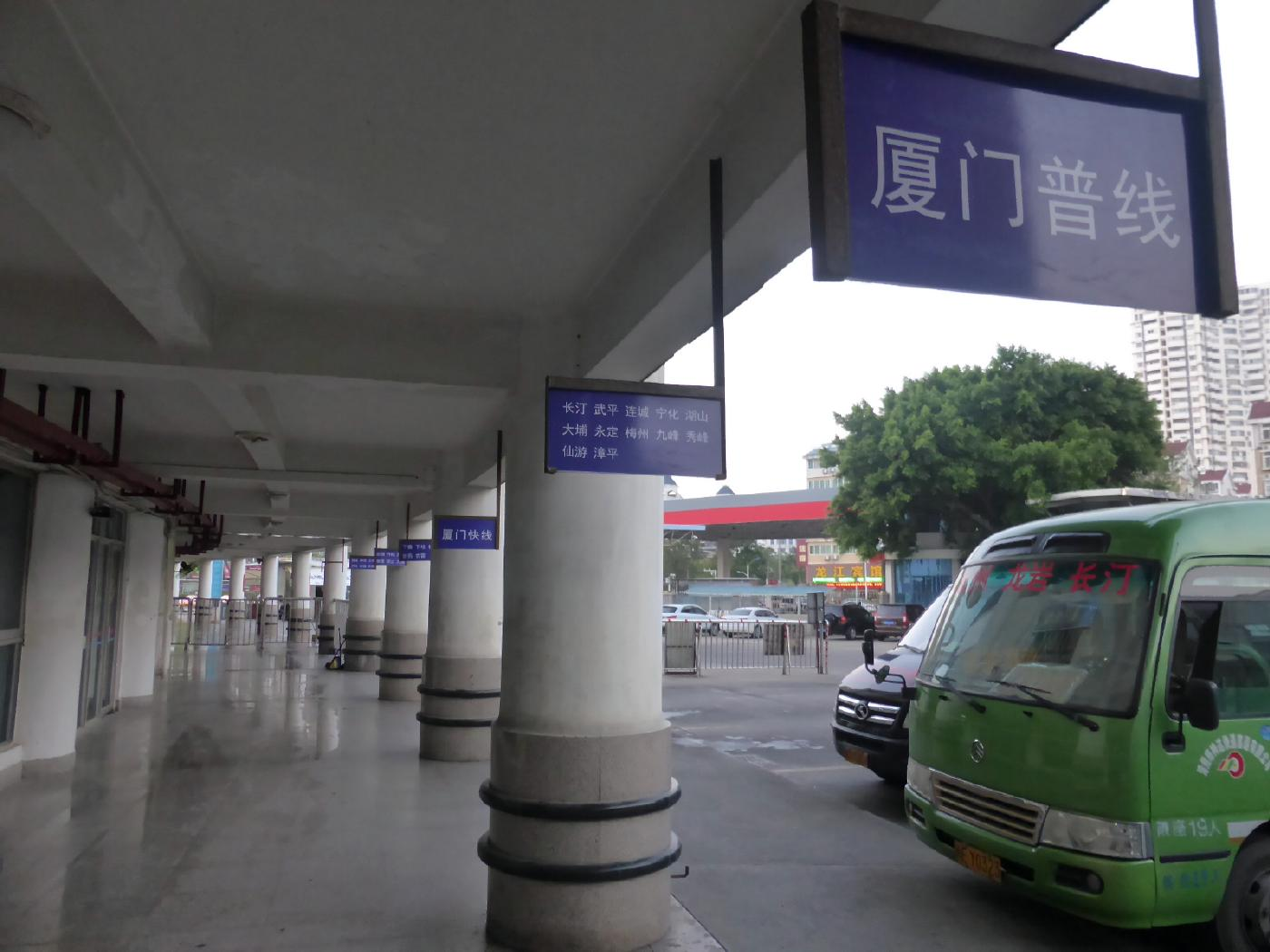
アモイ普通バスや直通バスが発着
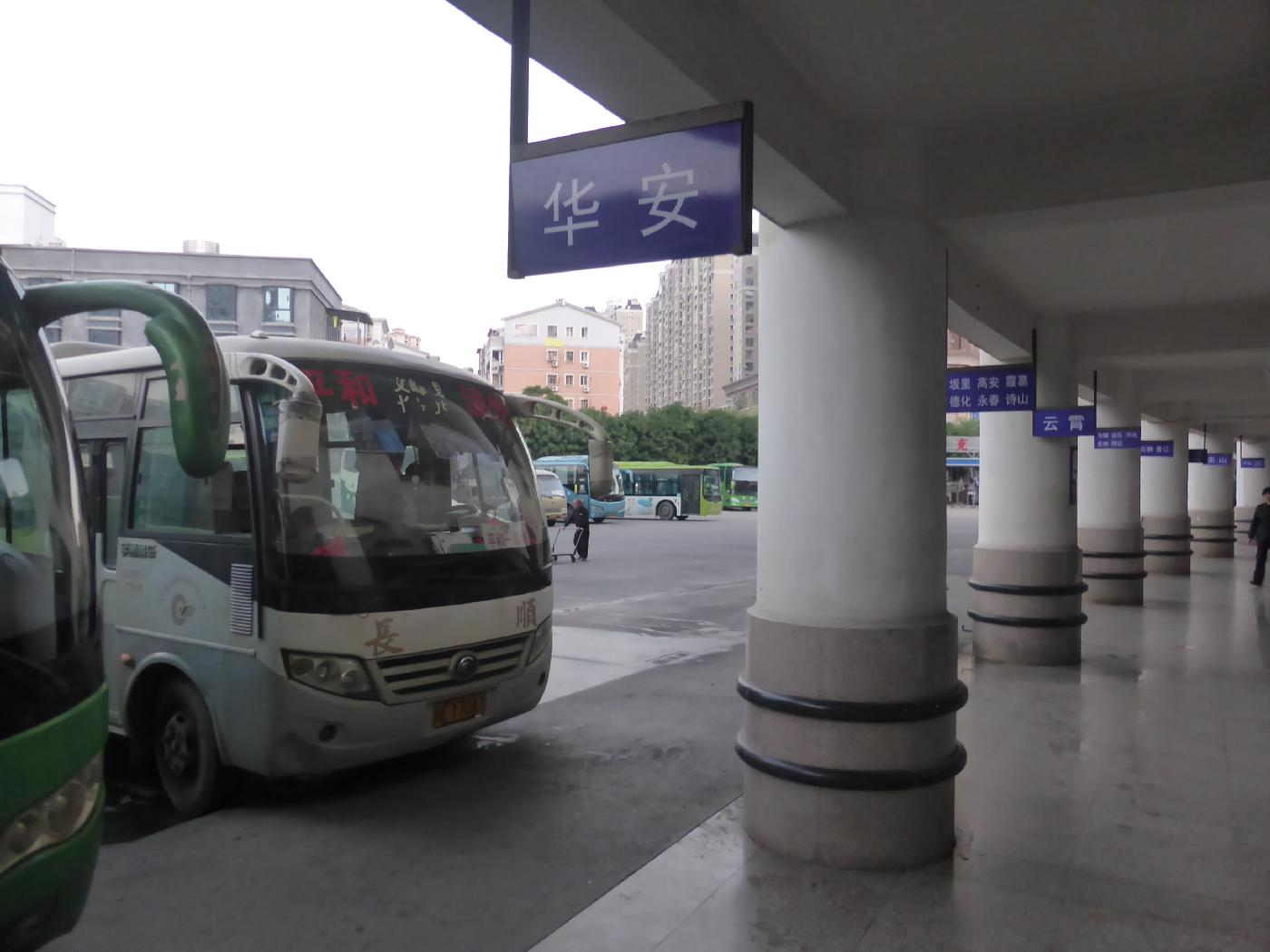
華安県行きバス

### 道路
- 高速道路
  -  瀋海高速道路
  -  廈蓉高速道路
  -  甬莞高速道路（中国語版）
  -  永漳高速道路（中国語版）
  -  漳武高速道路（中国語版）
  -  同招高速道路（中国語版）
  -  漳州北連絡線高速道路（中国語版）
  -  雲平高速道路（中国語版）
  -  東山支線高速道路（中国語版）
- 国道
  - G228国道
  - G319国道（中国語版）
  - G324国道
  - G355国道（中国語版）
  - G357国道（中国語版）
  - G358国道（中国語版）

## 人口
| 行政区画 | 面積（km2） | 居住人口  | 登録人口  |
| -------- | ----------- | --------- | --------- |
| 漳州市   | 12,873.66   | 4,740,000 | 4,631,034 |
| 竜文区   | 124.66      |           | 120,873   |
| 薌城区   | 247.02      |           | 423,001   |
| 竜海市   | 1,308.65    | 841,600   | 796,323   |
| 漳浦県   | 2,130.84    | 825,400   | 825,260   |
| 詔安県   | 1,291.49    | 584,500   | 578,782   |
| 平和県   | 2,323.92    | 548,500   | 567,229   |
| 雲霄県   | 1,054.32    | 419,300   | 420,287   |
| 南靖県   | 1,950.79    | 355,000   | 343,796   |
| 東山県   | 249.19      | 212,300   | 204,788   |
| 長泰県   | 893.09      | 197,700   | 190,886   |
| 華安県   | 1,299.68    | 164,400   | 159,809   |

## 言語
閩南語が話されている。漳州市街の方言では廈門音や泉州音にない子音[dz]や母音[ɛ]、[ũĩ]という音を使う特徴があり、声調は廈門と比べて、陰平声、陽平声、陽入声が低い。また、西北部では客家語を話す地域もある。

## 特産品
- 茶：白芽奇蘭
- 果物：ポンカン、ブンタン、バナナ、レイシ、リュウガン、パイナップル
- 花卉：スイセン、茶花、蘭
- 水産物：エビ、ハタ、スズキ、アワビ等。
- 料理：江東鱸魚燉姜絲、乾拌麺、滷麺、鴨麺、手抓麺、炸五香、猫仔粥、蝦棗湯[4]

## 観光

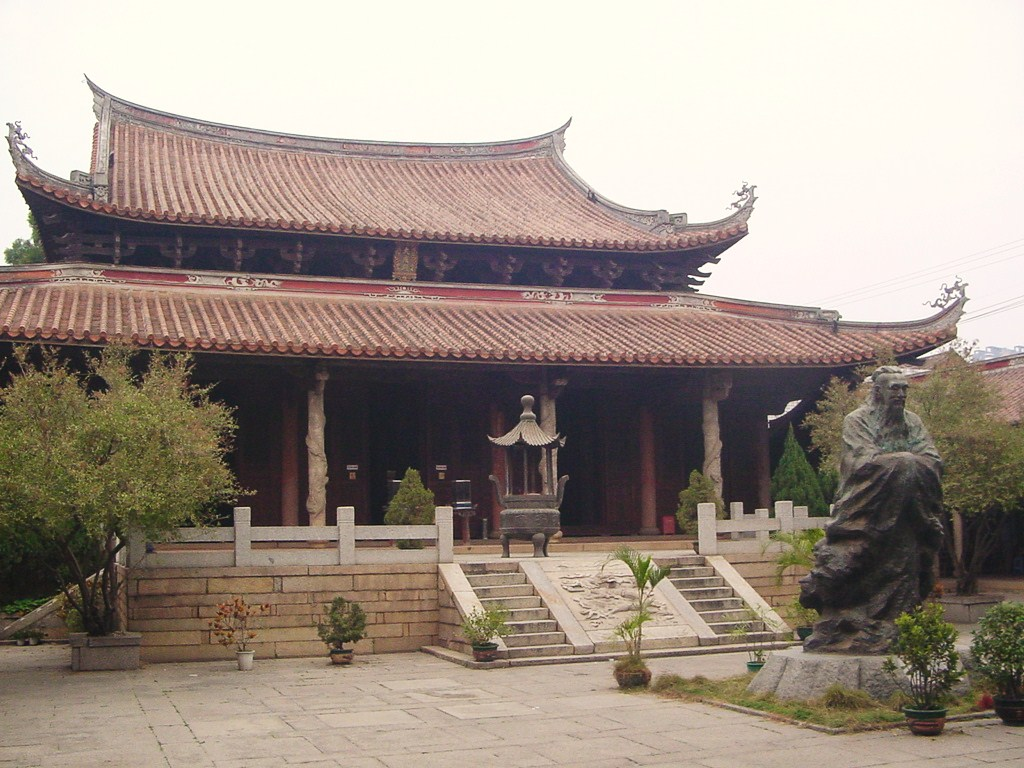
漳州文廟大成殿

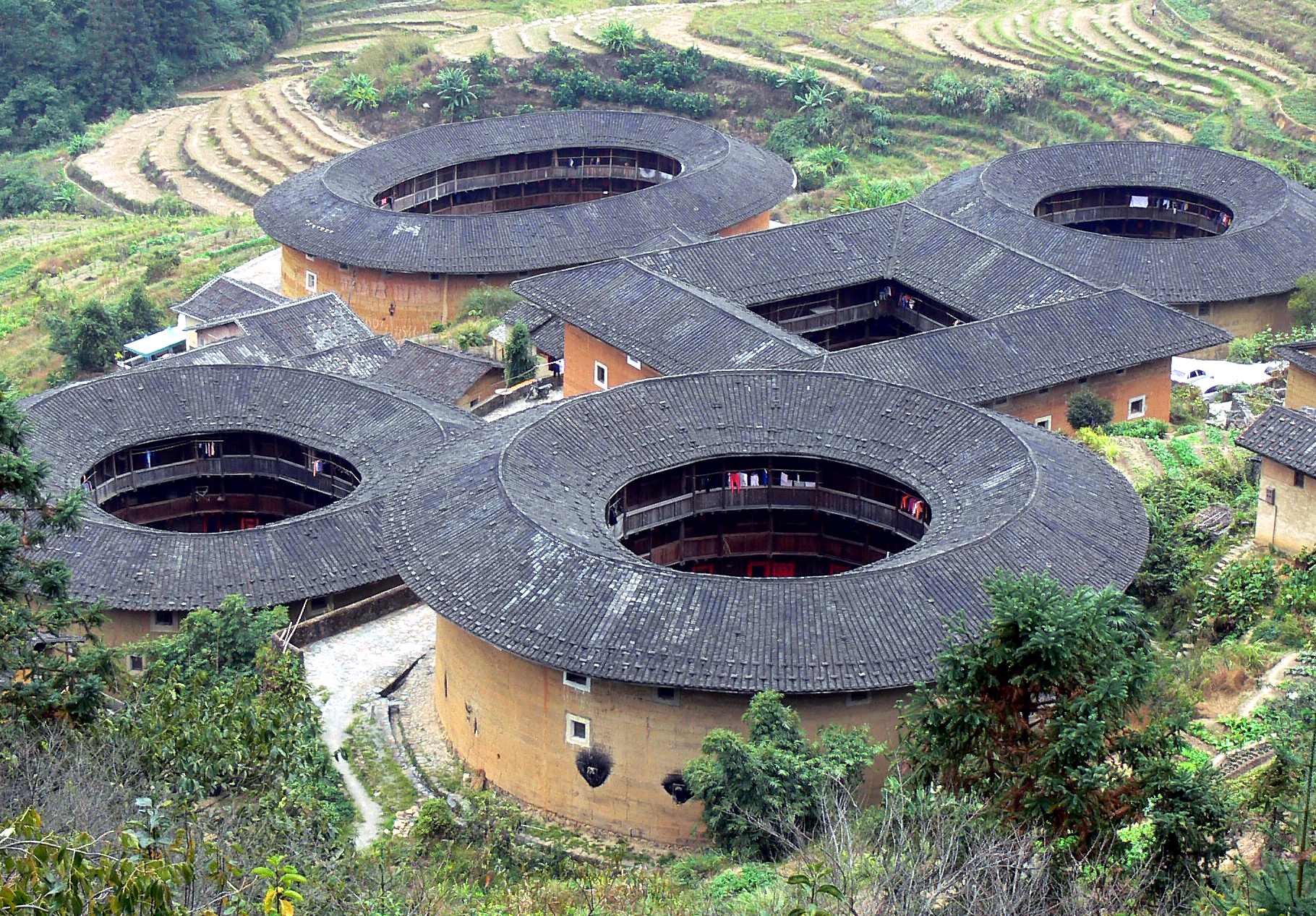
南靖田螺坑土楼群

### 名所旧跡
国家級重点文物保護単位
- 東山関帝廟
- 龍海慈済宮
- 華安二宜楼
- 漳州明清石牌坊
- 漳州文廟大成殿
- 龍海江東橋
- 漳浦趙家堡・詒安堡
- 南靖田螺坑土楼群・和貴楼・縄武楼
- 南山寺
- 雲洞巌
- 木棉庵

### 国家級風景区
- 国家AAAA級旅遊区
  - 東山風動石景区
  - 漳浦天福茶博物院
- 国家級地質公園
  - 漳州濱海火山地貌国家地質公園
- 国家級森林公園
  - 華安県森林公園
  - 東山県森林公園
  - 長泰天柱山
- 国家級自然保護区
  - 南靖虎伯寮国家級自然保護区
  - 雲霄漳江口紅樹林国家級自然保護区
- 省級重点風景名勝区
  - 東山風動石・塔嶼景区
  - 龍文雲洞巌景区
  - 詔安九侯山景区
  - 平和霊通巌景区
  - 漳浦前亭・古雷海湾景区
- 世界遺産
  - 福建土楼（南靖土楼・華安土楼）

## その他
- 威鎮閣